# Лут, Иван Андреевич (металлург)
Ива́н Андре́евич Лут (1910 год, Мариуполь — 12 ноября 1981 года, Жданов) — сталевар комбината им. Ильича.
Рационализатор, Герой Социалистического Труда, Почётный гражданин Мариуполя.

## Биография
Иван Лут родился в 1910 году в семье рабочих.
Окончил ремесленное училище № 8.
С 1927 года работал на заводе имени Ильича в мартене-2 желобщиком, канавщиком, подручным сталевара, сталеваром. Окончил курсы мастеров, работал мастером мартеновского цеха, а с 1952 года — старшим мастером. Также работал мастером производственного обучения в ПТУ № 99.
Является автором многочисленных рацпредложений, в частности, благодаря предложенному им новому способу наварки пода печи время простоя печей удалось сократить на 2,3 %.

## Награды
- Герой Социалистического Труда (19 июля 1958 года)
- Орден Ленина
- Орден Красной Звезды
- медали

## Память
Именем Лута названы улица в поселке Украина Ильичёвского района Мариуполя и ПТУ № 99, на котором установлена мемориальная доска в его честь.